# Сабатини, Пэт
Патрик Дэниел Сабатини (англ. Patrick Daniel Sabatini; род. 9 ноября 1990 год, Бристоль, Пенсильвания, США) — американский боец смешанного стиля. На данный момент выступает в UFC в полулегком весе. Бывший чемпион Cage Fury FC в полулегком весе.

## Биография
Родившийся и выросший в Бристоле, штат Пенсильвания, Сабатини изначально играл в хоккей  по настоянию своего отца. После того, как Пэт подвергался насилию в школе, он начал заниматься тансудо, и через пару лет Пэт начал заниматься бразильским джиу-джитсу. После этого он дополнительно занимался Борьбой и Самбо. У него есть младшая сестра. Он имеет степень бакалавра гуманитарных наук в Университете Райдера.

## Карьера в MMA

### Ранняя карьера
В своем дебюте в ММА (Cage Fury Fighting Championships) на CFFC 35 он победил Джейкоба Бона удушающим приемом сзади в первом раунде, прежде чем победить своего следующего противника Шелби Грэма таким же образом. Он потерпел первое поражение единогласным решением судей от Роберта Уотли на CFFC 45.
На CFFC 52, Сабатини победил Тони Грейвли в первом раунде удушающим приемом сзади. Сабатини выиграл свои следующие три боя за пределами CFFC, прежде чем вернулся, чтобы появиться в главном событии CFFC 67, где он победил Джона де Жезуса в первом раунде с помощью болевого приёма, выиграв титул чемпиона CFFC в полулегком весе. Сабатини защитил титул, победил Франциско Исату удушающим приемом сзади во втором раунде на CFFC 69. Сабатини встретился с Хосе Марискалем на Victory FC 60, проиграв бой раздельным решением судей. На CES MMA 52 он вернулся и победил Бораха Кармо удушающим приемом сзади в первом раунде.
На CFFC 71 Сабатини встретился с Да'Моном Блэкширом и победил его единогласным решением судей, вернув себе титул чемпиона CFFC в полулегком весе. Защитив свой титул на CFFC 74, он встретился с Фабрисио Оливейрой и победил его удушающим приемом сзади во втором раунде. 
Сабатини утратил титул чемпиона CFFC в полулегком весе когда проиграл Джеймсу Гонсалесу на CFFC 81 техническим нокаутом в 1 раунде из-за перелома руки.
Вернувшись на CFFC 84 против Джордана Титони, выиграв бой, нокаутировав Титони в первом раунде. Затем он вернул себе титул чемпиона в полулегком весе, победив Джесси Стирна с помощью рычага локтя во втором раунде на CFFC 91. 

### Ultimate Fighting Championship
Сабатини был подписан на замену Майку Тризано на коротком уведомлении против Рафаэля Алвеса на UFC Fight Night: Blaydes vs. Lewis 20 февраля 2021 года. Однако Алвес не уложился в вес на 11,5 фунтов, и бой был отменен. 
В конечном итоге он дебютировал в UFC против Тристана Коннелли на UFC 261 24 апреля 2021 года. Он выиграл бой единогласным решением судей.
Затем Сабатини во второй раз выступил в организации против Джамалла Эммерса на UFC on ESPN: Барбоза vs. Чикадзе 28 августа 2021 года. Он выиграл бой с помощью удушающего приема в первом раунде, получив свой первый бонус «Выступление вечера». 
Первоначально он должен был встретиться с Гэвином Такером  на UFC Fight Night: Vieira vs. Tate 20 ноября 2021 года. Однако Такер снялся с боя по неизвестной причине и был заменен Такером Латцем. Сабатини выиграл бой единогласным решением судей.
Матч между Гэвином Такером и Сабатини был перенесен на UFC 273 9 апреля 2022 года. Однако Такер снялся по неизвестным причинам, и Сабатини был перенесен на бой против Ти Джея Ларами 16 апреля 2022 года на UFC on ESPN: Люке vs. Мухаммад 2. Сабатини выиграл бой единогласным решением судей. 
Сабатини встретился с Дэймоном Джексоном 17 сентября 2022 года на турнире UFC Fight Night 210. Он проиграл бой техническим нокаутом в первом раунде. 
Сабатини встретился с Лукасом Алмейдой 17 июня 2023 года на турнире UFC on ESPN: Веттори vs Каннонир, Сабатини задушил ручным треугольником Алмейду во втором раунде. 
Сабатини встретился с Диего Лопесом 11 ноября 2023 года на турнире UFC 295. Он проиграл бой нокаутом в первом раунде. 
Сабатини должен был встретиться с Нейтом Ландвером 30 марта 2024 года на турнире UFC on ESPN 54. Однако Сабатини снялся по неизвестным причинам и был заменен Джамаллом Эммерсом.
Сабатини встретился с Джонатаном Пирсом 12 октября 2024 года на турнире UFC Fight Night 244. Он выиграл бой удушающим приемом сзади в первом раунде. 
Сабатини встретился с Джоандерсоном Брито 5 апреля 2025 года на турнире UFC на ESPN 65. Он выиграл бой единогласным решением судей доминировав все три раунда.

## Карьера в Грэпплинге
Сабатини соревновался с Нико Прайсом на Fury Pro Grappling 8 30 декабря 2023 года Он выиграл матч сдачей (залом ноги).
Сабатини соревновался с Андре Кохелем на Fury Pro Grappling 10 24 мая 2024 года. Он выиграл матч по очкам.
Сабатини соревновался с Гербертом Бернсом на Fury Pro Grappling 11 2 ноября 2024 года. Он выиграл матч по очкам.
Сабатини встретился с Питером Фазекасом на турнире Fury Pro Grappling 12 28 декабря 2024 года. Он выиграл матч сдачей (залом ноги).

## Титулы и достижения

### Ultimate Fighting Championship
- - «Выступление вечера» (один раз) против Джамалла Эммерса

### Награды UFC.com
- - 10 место: «Новичок года» (2021)

### Cage Fury FC
- - Чемпион в полулегком весе (дважды; бывший)
    - Три успешные защиты титула

## Статистика в грэпплинге
| 2 Matches, 2 Wins 0 Loss |      |              |                               |                      |                  |                                           |
| Result                   | Rec. | Opponent     | Method                        | Event                | Date             | Location                                  |
| Win                      | 2–0  | Niko Price   | Submission (Suloev Stretch)   | Fury Pro Grappling 8 | 30 December 2023 | Philadelphia, Pennsylvania, United States |
| Win                      | 1–0  | Alex Caceres | Submission (Rear Naked Choke) | Fury Pro Grappling 6 | 30 December 2022 | Philadelphia, Pennsylvania, United States |

## Статистика в смешанных единоборствах
| Боёв 25  | Побед 20 | Поражений 5 |
| -------- | -------- | ----------- |
| Нокаутом | 2        | 3           |
| Сдачей   | 12       | 0           |
| Решением | 6        | 2           |

| Результат | Рекорд | Соперник            | Способ                          | Турнир                              | Дата             | Раунд | Время | Место                                     | Примечание                                              |
| --------- | ------ | ------------------- | ------------------------------- | ----------------------------------- | ---------------- | ----- | ----- | ----------------------------------------- | ------------------------------------------------------- |
| Win       | 20–5   | Joanderson Brito    | Decision (unanimous)            | UFC on ESPN: Emmett vs. Murphy      | 5 апреля 2025    | 3     | 5:00  | Las Vegas, Nevada, United States          |                                                         |
| Win       | 19–5   | Jonathan Pearce     | Submission (rear-naked choke)   | UFC Fight Night: Royval vs. Taira   | 12 октября 2024  | 1     | 4:06  | Las Vegas, Nevada, United States          |                                                         |
| Loss      | 18–5   | Diego Lopes         | KO (punches)                    | UFC 295                             | 11 ноября 2023   | 1     | 1:30  | New York City, New York, United States    |                                                         |
| Win       | 18–4   | Lucas Almeida       | Submission (arm-triangle choke) | UFC on ESPN: Vettori vs. Cannonier  | 17 июня 2023     | 2     | 1:48  | Las Vegas, Nevada, United States          |                                                         |
| Loss      | 17–4   | Damon Jackson       | TKO (punches)                   | UFC Fight Night: Sandhagen vs. Song | 17 сентября 2022 | 1     | 1:09  | Las Vegas, Nevada, United States          |                                                         |
| Win       | 17–3   | T.J. Laramie        | Decision (unanimous)            | UFC on ESPN: Luque vs. Muhammad 2   | 16 апреля 2022   | 3     | 5:00  | Las Vegas, Nevada, United States          |                                                         |
| Win       | 16–3   | Tucker Lutz         | Decision (unanimous)            | UFC Fight Night: Vieira vs. Tate    | 20 ноября 2021   | 3     | 5:00  | Las Vegas, Nevada, United States          |                                                         |
| Win       | 15–3   | Jamall Emmers       | Submission (heel hook)          | UFC on ESPN: Barboza vs. Chikadze   | 28 августа 2021  | 1     | 1:53  | Las Vegas, Nevada, United States          | Performance of the Night.                               |
| Win       | 14–3   | Tristan Connelly    | Decision (unanimous)            | UFC 261                             | 24 апреля 2021   | 3     | 5:00  | Jacksonville, Florida, United States      |                                                         |
| Win       | 13–3   | Jesse Stirn         | Submission (armbar)             | Cage Fury FC 91                     | 18 декабря 2020  | 2     | 2:23  | Lancaster, Pennsylvania, United States    | Won the vacant Cage Fury FC Featherweight Championship. |
| Win       | 12–3   | Jordan Titoni       | KO (punches)                    | Cage Fury FC 84                     | 17 сентября 2020 | 1     | 2:26  | Tunica, Mississippi, United States        |                                                         |
| Loss      | 11–3   | James Gonzalez      | TKO (arm injury)                | Cage Fury FC 81                     | 1 февраля 2020   | 1     | 0:46  | Bensalem, Pennsylvania, United States     | Lost the Cage Fury FC Featherweight Championship.       |
| Win       | 11–2   | Fabricio Oliveira   | Submission (rear-naked choke)   | Cage Fury FC 74                     | 17 мая 2019      | 2     | 1:45  | Atlantic City, New Jersey, United States  | Defended the Cage Fury FC Featherweight Championship.   |
| Win       | 10–2   | Da'Mon Blackshear   | Decision (unanimous)            | Cage Fury FC 71                     | 14 декабря 2018  | 4     | 5:00  | Atlantic City, New Jersey, United States  | Defended the Cage Fury FC Featherweight Championship.   |
| Win       | 9–2    | Boimah Karmo        | TKO (punches)                   | CES MMA 52                          | 17 августа 2018  | 2     | 2:16  | Philadelphia, Pennsylvania, United States |                                                         |
| Loss      | 8–2    | Chepe Mariscal      | Decision (split)                | Victory FC 60                       | 14 апреля 2018   | 3     | 5:00  | Hammond, Indiana, United States           |                                                         |
| Win       | 8–1    | Francisco Isata     | Submission (rear-naked choke)   | Cage Fury FC 69                     | 16 декабря 2017  | 2     | 2:47  | Atlantic City, New Jersey, United States  | Defended the Cage Fury FC Featherweight Championship.   |
| Win       | 7–1    | John de Jesus       | Submission (heel hook)          | Cage Fury FC 67                     | 16 сентября 2017 | 1     | 0:50  | Philadelphia, Pennsylvania, United States | Won the vacant Cage Fury FC Featherweight Championship. |
| Win       | 6–1    | Michael Lawrence    | Submission (rear-naked choke)   | Ring of Combat 58                   | 24 февраля 2017  | 2     | 2:49  | Atlantic City, New Jersey, United States  |                                                         |
| Win       | 5–1    | Renaldo Weekley     | Submission (heel hook)          | Dead Serious 22                     | 5 ноября 2016    | 1     | 1:17  | Philadelphia, Pennsylvania, United States |                                                         |
| Win       | 4–1    | William Calhoun III | Decision (unanimous)            | Dead Serious 18                     | 6 февраля 2016   | 3     | 5:00  | Philadelphia, Pennsylvania, United States |                                                         |
| Win       | 3–1    | Tony Gravely        | Submission (rear-naked choke)   | Cage Fury FC 52                     | 31 октября 2015  | 1     | 2:47  | Atlantic City, New Jersey, United States  |                                                         |
| Loss      | 2–1    | Robert Watley       | Decision (unanimous)            | Cage Fury FC 45                     | 7 февраля 2015   | 3     | 5:00  | Bethlehem, Pennsylvania, United States    | Catchweight (150 lb) bout.                              |
| Win       | 2–0    | Shelby Graham       | Submission (rear-naked choke)   | Cage Fury FC 42                     | 25 октября 2014  | 1     | 1:04  | Chester, Pennsylvania, United States      |                                                         |
| Win       | 1–0    | Jacob Bohn          | Submission (rear-naked choke)   | Cage Fury FC 35                     | 26 апреля 2014   | 1     | 2:22  | Atlantic City, New Jersey, United States  | Featherweight debut.                                    |